# Cetratus annulatus
Cetratus annulatus là một loài nhện trong họ Thomisidae.
Loài này thuộc chi Cetratus. Cetratus annulatus được Wladislaus Kulczynski miêu tả năm 1911.